# Ганиктор
Ганиктор (др.-греч. Γανύκτωρ) — имя нескольких древнегреческих исторических деятелей, живших в VIII—VII веках и связанных с поэтом Гесиодом.
Ганиктором звали одного из сыновей Амфидаманта, царя Халкиды на Эвбее. Вместе с братом Ганиксом он организовал после гибели отца погребальные игры, на которых, согласно легенде, Гесиод получил главную награду, победив Гомера.
По данным географа II века н. э. Павсания, Ганиктором звали отца живших в архаическую эпоху Ктимена, Антифа и неизвестной по имени девушки. Ктимен и Антиф убили Гесиода, так как решили, что он обесчестил их сестру, после чего бежали из Навпакта в Моликрию и там были наказаны за «богохульство по отношению к святыне Посейдона». Мнения о том, насколько обоснованными были их действия, расходились уже в античности.
В другой версии традиции Ганиктором зовут не отца убийцы Гесиода, а самого убийцу — сына Фегея, локрийца из Энои. Ганиктор и его брат Амфифан убили поэта, заподозрив, что он обесчестил их сестру по имени Ктимена. Тело они бросили в море между Эвбеей и Локридой. Боясь наказания, сыновья Фегея бежали на Крит, но в пути, по сообщениям разных античных авторов, погибли во время шторма или были убиты молнией Зевса. Ктимена родила от Гесиода сына Стесихора — ещё одного выдающегося поэта.
Кроме того, Нонн Панополитанский сделал второстепенным персонажем своих «Деяний Диониса» певца по имени Ганиктор. Этот певец принадлежал к окружению бога вина Диониса и участвовал в его индийском походе.